# José Sánchez del Río
José Sánchez del Río (n. 28 martie 1913, Sahuayo⁠(d), Michoacán, Mexic – d. 10 februarie 1928, Michoacán, Mexic) a fost un copil mexican executat în timpul regimului condus de generalul Plutarco Elías Calles, sub învinuirea de a nu renuța la credința creștină. 
Papa Francisc l-a canonizat pe José Sánchez del Río în anul 2016, rânduind sărbătorirea sa pe 10 februarie, ziua în care a fost executat.